# Ной, Алоиз
Алоиз Ной (люкс. Aloyse Neu, 1925 — ?) — люксембургский шахматист.

## Биография
В 1950-х годах Алоиз Ной был одним из ведущих шахматистов Люксембурга. Двухкратный чемпион Люксембурга (1954, 1959 гг.).
В составе сборной Люксембурга участник двух шахматных олимпиад и квалификационных соревнований командных первенств Европы.